# Benedek Jávor
Dans le nom hongrois Jávor Benedek, le nom de famille précède le prénom, mais cet article utilise l’ordre habituel en français Benedek Jávor, où le prénom précède le nom.
Benedek Jávor (né le 2 juillet 1972 à Budapest) est un homme politique hongrois membre de Ensemble 2014.

## Biographie
Lors des élections européennes de 2014, il a été élu au Parlement européen, où il siège au sein du groupe des Verts/Alliance libre européenne.